# Kim Vejrup
Kim Vejrup (født 31. marts 1963) er en dansk journalist, uddannet i 1993.
Efter endt uddannelse arbejdede han på TV 2, både på landskanalen i programmet Set & Sket, og på regionalstationen TV 2/Bornholm.
Fra 1998 har han været ansat på TV-Avisen som studievært, og har også været præsentationsoplæser på DR2, samt vært på sidstnævnte kanals temadage.
Kim Vejrups hidtil største rolle i de danske medier var, da han i flere år var vært på Danmarks Radios program om kriminalitet Kriminalmagasinet. Programmet var præget af store seertal, men DR valgte at lukke programmet for at få plads til andre slags programmer.
I sin sidste tid hos Danmarks Radio var Kim Vejrup vært på DR-Sportens udsendelser, men 1. maj 2005 stoppede han for at blive informationschef i Danmarks Fiskeriforening. Kim Vejrup har desuden været kommunikationschef i DGI. I dag er han ansat ved Dansk Fjernvarme som chefkonsulent.